# Bijskij rajon
Il Bijskij rajon (in russo Бийский район?) è un rajon del kraj dell'Altaj, nella Russia asiatica.